# 千葉勝美
千葉 勝美（ちば かつみ、1946年（昭和21年）8月25日 - 、男性）は、日本の元最高裁判所裁判官・弁護士。西村あさひ法律事務所オブカウンセル、公益財団法人全日本スキー連盟第三者委員会委員長。趣味は野鳥の撮影。

## 概要
北海道出身。
1970年（昭和45年）3月に東京大学法学部を卒業して、同年4月に司法研修所に入所。1972年（昭和47年）3月に司法研修所を修了（24期）し、同年4月に判事補任官。東京地方裁判所に配属され、裁判官となる。
1982年（昭和57年）4月に判事に任命。最高裁判所秘書課長兼広報課長、最高裁判所民事局長兼行政局長、甲府地方・家庭裁判所長、最高裁判所首席調査官を経て、2008年（平成20年）11月に仙台高等裁判所長官。2009年（平成21年）12月28日に最高裁判所判事に任命された。2012年（平成24年）12月16日の最高裁判所裁判官国民審査において、罷免を可とする票4,698,942票、罷免を可とする率8.14%で信任。2016年（平成28年）8月24日に定年退官し、後任には大阪高等裁判所長官（当時）・菅野博之が就任した。
2017年（平成29年）11月3日付の秋の叙勲で旭日大綬章を受章。

## 年譜
- 1946年（昭和21年）8月25日：北海道に生まれる。
- 1970年（昭和45年）3月：東京大学法学部卒業
- 1972年（昭和47年）4月：判事補任官、東京地方裁判所判事補
- 1975年（昭和50年）8月：最高裁判所人事局付
- 1977年（昭和52年）8月：京都地方裁判所判事補
- 1980年（昭和55年）4月：東京地方裁判所判事補
- 1982年（昭和57年）4月：判事任官、東京地方裁判所判事
- 1983年（昭和58年）4月：最高裁判所行政局参事官
- 1984年（昭和59年）8月：最高裁判所行政局第二課長
- 1986年（昭和61年）4月：最高裁判所行政局第一課長兼第三課長
- 1989年（平成元年）4月：東京地方裁判所判事
- 1991年（平成3年）6月：最高裁判所裁判所調査官
- 1995年（平成7年）4月：最高裁判所秘書課長兼広報課長
- 1999年（平成11年）2月：最高裁判所民事局長兼行政局長
- 2003年（平成15年）1月：甲府地方・家庭裁判所長
- 2004年（平成16年）12月：東京高等裁判所判事、部総括
- 2005年（平成17年）12月：最高裁判所首席調査官
- 2008年（平成20年）11月：仙台高等裁判所長官
- 2009年（平成21年）12月28日：最高裁判所判事
- 2016年（平成28年）8月24日：定年退官
- 2016年（平成28年）：第一東京弁護士会弁護士登録、西村あさひ法律事務所オブカウンセル、公益財団法人全日本スキー連盟第三者委員会委員長[3][4]

## 主な担当審理
- 2011年（平成23年）7月15日：光市母子殺害事件弁護団懲戒請求事件（最高裁第二小法廷判決・陪席裁判官）[5]
- 2011年7月25日：千葉市中央区強姦事件（最高裁第二小法廷判決・裁判長）[6]
  - 原審・東京高等裁判所（事件番号：平成21年(う)第933号・2010年2月10日判決）にて言い渡された懲役4年判決を破棄して逆転無罪判決を言い渡した。
- 2011年12月12日：神戸市質店主強盗殺人事件（最高裁第二小法廷・裁判長）
- 2012年（平成24年）4月2日：生活保護の老齢加算廃止違憲訴訟（最高裁第二小法廷判決・裁判長）[7]
- 2012年7月11日：闇サイト殺人事件（最高裁第二小法廷決定・裁判長）[8]
  - 同事件では被告人・堀慶末が名古屋高等裁判所（下山保男裁判長）にて無期懲役判決（求刑および第一審判決：死刑）を受けたことに対し、名古屋高等検察庁が「死刑が妥当」として最高裁に上告していたが、千葉が裁判長を務めた最高裁第二小法廷は「死刑にするほどの前歴はなくこれまでの生活態度・残虐性の無さから更生の余地あり」との理由から上告棄却の決定を出したため、堀被告人の無期懲役判決（控訴審）が確定した。
  - しかし堀は同決定直後の約1か月後、1998年（平成10年）に発生した碧南市パチンコ店長夫婦殺害事件で再逮捕・起訴され、同事件の刑事裁判で名古屋地裁・名古屋高裁でともに死刑判決を受けた。結局、堀は2019年7月19日に最高裁第二小法廷（山本庸幸裁判長）で上告棄却判決（死刑判決支持）を受け、上告審判決への訂正申し立ても2019年8月7日付で棄却されたため死刑が確定した。
- 2014年（平成26年）7月14日：沖縄密約情報開示訴訟（最高裁第二小法廷・裁判長）[9]

## 著作
- [時の判例]「地方自治法242条の2第1項1号に基づく差止請求の対象の特定の程度／地方自治法242条の2第1項1号に基づく公金の支出の差止請求がその対象の特定に欠けるところはないとされた事例――最3小判平成5・9・7」、『ジュリスト』1994年1月1-15日号（No.1037）。
- [時の判例]「大阪府知事の交際費に係る公文書の大阪府公文書公開等条例（昭和59年大阪府条例第2号）8条4号又は5号該当性／大阪府知事の交際費に係る公文書の大阪府公文書公開等条例（昭和59年大阪府条例第2号）9条1号該当性――最1小判平成6・1・27」「大阪府水道部が事業の施行のために行った懇談会等に係る公文書の大阪府公文書公開等条例（昭和59年大阪府条例第2号）8条4号又は5号該当性――最3小判平成6・2・8」、『ジュリスト』1994年6月1日号（No.1045）
- [時の判例]「国税徴収法の定める第２次納税義務の納付告知と国税通則法70条の類推適用――最3小判平成6・12・6」「地方税法348条2項ただし書にいう「固定資産を有料で借り受けた」とされる場合／市が公共の用に供するために借り受けた土地につき固定資産税を非課税とすることができないのに非課税措置を採ったことによる損害と右措置を採らなかったならば必要とされる右土地の使用の対価の支払を免れたという利益とは損益相殺の対象となるとされた事例――最3小判平成6・12・20」「普通地方公共団体が収入の原因となる契約を締結するため一般競争入札を行う場合に最高制限価格を設定することの許否／普通地方公共団体が一定額を超えない価格で不動産等を売却する必要がある場合と随意契約――最1小判平成6・12・22」、『ジュリスト』1995年5月1-15日号（No.1066）